# BPCE
BPCEとは、フランスパリ13区 トゥール　デュオ　(Tours Duo, 7 promenade Germaine Sablon) に所在する、フランス第二の金融資本（金融グループ）である。
二つの協同組織金融機関グループバンク・ポピュレール(Banque Populaire,庶民銀行)とケス・デパーニュ(Caisse d'Epargne 貯蓄銀行)の系統中央機関が2009年に合併して成立した。両者のブランドともに存続している。
複数の独立した地域毎の銀行であるバンク・ポピュレールとケス・デパーニュの出資で構成され、その子会社として、中央機関の合併前の2006年に先行して合併し、両者の合弁となっていた投資銀行ナティクシス、輸出信用機関コファス等を持つ。グループの銀行を通じて中小企業への融資や、個人向け貯蓄、住宅ローン等の他、保険の販売を行っている。

## 2010年時点での財務状況
- Tier-1 資本: 410億ユーロ
- Tier-1 自己資本比率: 9.6%
- 総資産: 1兆1240億ユーロ
- バンクポピュレールとケス・デパーニュのネットワーク
- 総貸し出し: 2880億ユーロ
- 預金量: 5110億ユーロ[3]

EDINETコードはE26599 である。